# Karol Pistulka
Karol Pistulka (ur. 4 lutego 1848 w Strzeleczkach, zm. 1875 w Bytomiu lub 28 grudnia 1876 w Raciborzu) – postać historyczna, z zawodu czeladnik ślusarski, zbójnik działający w latach siedemdziesiątych XIX wieku na terenie Górnego Śląska.

## Fakty historyczne
Karol Pistulka urodził się w Strzeleczkach koło Prudnika. Wraz z Wincentym Eliaszem dowodził bandą zbójecką, działającą przede wszystkim w okolicach Bytomia, Katowic oraz Mikołowa, a także Kluczborka, Opola, Prudnika, Głogówka, Koźla i Strzelec Opolskich, często zmieniając kryjówki. Grupa ta dopuściła się szeregu napaści i kradzieży m.in. na hotel w Jastrzębiu czy kasę koncernu Tiele-Winckler w Katowicach, znajdującą się we dworze (tzw. zamku). Jej działalność przysporzyła mu popularności, rozpisywała się o nim prasa z terenu całych Niemiec. Wydany przez kochankę, został ujęty przez policję 18 listopada 1874 w lesie koło Buławy i postawiony w czerwcu 1875 roku przed sądem w Bytomiu. Przed oskarżeniami bronił się zaciekle, niemniej jednak został skazany na śmierć przez ścięcie; karę tę cesarz Wilhelm I zamienił na dożywocie. Umrzeć miał 28 grudnia 1876 w więzieniu w Raciborzu. Według innej wersji kary nie wykonano, gdyż wcześniej zmarł w wyniku zatrucia spowodowanego połykaniem surowego tytoniu. Woskowe figury jego i Eliasza na początku XX wieku były eksponowane w Castans Panopticum na Unter den Linden w Berlinie.

## Legendy i podania
Karol Pistulka uważany był za śląskiego Robin Hooda lub Janosika. Miał zabierać bogatym a oddawać biednym. Pieniądze potrzebującym podrzucał nocą pod drzwi. Nieuchwytność dawał mu dar przebierania się, a umiejętność otwierania wszelkich zamków – kwiat paproci (który miał zgubić). W wielu miejscowościach na Górnym Śląsku miały zostać zakopane jego skarby – wymienia się tu m.in. Bytom, Chorzów, Siemianowice Śląskie, Mikołów, Pszczynę, Sośnicę czy Obrowiec.

## Literatura i film
Postać Pistulki pojawia się w twórczości m.in. Stanisława Ligonia, Emanuela Imieli, Stanisława Wasylewskiego, Ryszarda Kincla, Antoniego Halora oraz Wolfganga Jöhlinga.
W latach 1980–1983 Studio Małych Form Filmowych Se-Ma-For z Łodzi zrealizowało składający się z 5 odcinków serial animowany pt. Eliasz i Pistulka. Postać ta przywoływania jest też w filmie Grzeszny żywot Franciszka Buły (1980) w reż. Janusza Kidawy. Niemiecki artysta, były mieszkaniec Strzeleczek – Artur Klose – zrealizował dwujęzyczny, niemiecko-polski komiks na temat życia i rozbójniczej działalności Karola Pistulki.